# Matthias Katzenstein
Matthias Katzenstein (* 21. Juni 1971) ist ein deutscher Rechtswissenschaftler, Autor und seit August 2023 Richter des VI. Zivilsenats am Bundesgerichtshof.

## Werdegang
Katzenstein studierte Rechtswissenschaften und promovierte in selbigem Fach. Nach der zweiten juristischen Staatsprüfung war er für ein halbes Jahr als Rechtsanwalt tätig, bevor er 1999 in den höheren Justizdienst des Landes Baden-Württemberg eintrat. Katzenstein war für zwei Jahre Amtsrichter, anschließend wurde er im Jahr 2001 zum Staatsanwalt bei der Staatsanwaltschaft Stuttgart berufen. Bis ins Jahr 2005 blieb er bei der Staatsanwaltschaft Stuttgart, bevor er im November desselben Jahres als Richter am Landgericht Stuttgart tätig wurde. Katzenstein wechselte im Mai 2007 zum Bundesgerichtshof, wo er als wissenschaftlicher Mitarbeiter tätig war. Im Oktober 2010 meldete er sich zur Erprobung beim Oberlandesgericht Stuttgart an, wo er 2011 zum Richter ernannt wurde. Ans Bundesverfassungsgericht wechselte Katzenstein im Dezember 2019, wo er erneut die Tätigkeit eines wissenschaftlichen Mitarbeiters aufnahm. Am 1. August 2023 wurde Katzenstein von Frank-Walter Steinmeier zum Richter am Bundesgerichtshof ernannt. Sein Schwerpunktgebiet im VI. Zivilsenat liegt auf dem Recht der unerlaubten Handlungen sowie dem Arzthaftungsrecht.

## Werke

### Als Bearbeiter
- Münchener Handbuch des Gesellschaftsrechts – Bd. 7: Gesellschaftsrechtliche Streitigkeiten (Corporate Litigation), Hrsg. Manfred Born, C.H.Beck, 2020, ISBN 978-3-406-73917-0.
- Geigel: Der Haftpflichtprozess mit Einschluss des materiellen Haftpflichtrechts, Hrsg. Kurt Haag, C.H.Beck, 28. Auflage 2020, ISBN 978-3-406-72978-2.